# 聯合國童軍
聯合國童軍（英語：Boy Scouts of the United Nations）起源於1945年，可能持續至1980年代早期；此童軍總會主要服務聯合國的外交官與職員眷屬，在日內瓦與紐約百匯村（Parkway Village）兩地皆有活動。此組織還扶持了印度、黎巴嫩與賽普勒斯的童軍團，並與巴拿馬運河區國際童軍有緊密關係。

## 歷史

1929年《笨拙雜誌》漫畫：〈和平巡邏隊〉（Patrols of Peace）

然而，童軍活動如此流行的志願性理念，比聯合國創立本身還早許多年。
在1929年7月的《笨拙雜誌》中有一幅全頁篇幅漫畫，標題為〈和平巡邏隊〉，其中國際聯盟以女神姿態展現，眺望於英格蘭默西賽德郡伯肯希德舉辦的第3次世界童軍大露營，並寫到：「他們說我無法獲得軍隊；但為何我應該要與這些盟友一起參與呢？」而下方則寫到：「笨拙先生僅此祝賀未來世代的童軍運動總領袖（羅伯特·貝登堡），如今在他的啟發下已成為國際運動。」
在1945年年初於卡斯城發行的《紀事報》中則寫到：
當（第二次世界大戰）戰爭勝利時，聯合國童軍計畫透過於大型的世界童軍大露營進行通信、交換物資與面對面的聚會，以維持全球童軍成員的友誼。在2月8日至14日慶祝35週年的美國童軍，其週年主題為「世界的童軍─兄弟同心」（Scouts of the World-Brothers Together），鼓勵其成員與受戰爭蹂躪土地上的其他童軍團進行聯繫，並盡可能協助重建童軍活動。
「聯合國」這個術語由富蘭克林·德拉諾·羅斯福於1942年創造，當時代指第二次世界大戰時的同盟國。
1948年，聯合國童軍總會成立，於1957年共有48名成員。1950年，此童軍總會成為世界童軍運動組織的成員。
聯合國童軍的其中一個童軍團曾參與巴特伊施尔的第7次世界童軍大露營。
聯合國童軍也曾參與1957年的銀禧大露營。
此外，東方集團國家的外交與商業代表子女也曾是聯合國童軍的成員。

## 現況
今日，童軍與女童軍活動仍與聯合國保持密切的關係，其中世界女童軍總會、世界童軍運動組織、國際童軍與女童軍聯誼會與聯合國難民署具有業務關係。
世界女童軍總會與世界童軍運動組織於聯合國教科文組織具有正式諮詢地位。國際童軍與女童軍聯誼協會也於聯合國教科文組織中具有正式官方關係。